# 古川藍
古川 藍（ふるかわ あい　1985年6月10日 - ）は、日本の女優。映像劇団テンアンツ所属。

## 略歴・人物
2009年、24歳の時に初めてオーディションを受け芸能事務所でレッスン生として所属。当時はエキストラや再現ばかり特に目立った出演は無い。
2015年2月、2012年に他劇団に客演した舞台で出会った10ANTS代表の上西雄大からのオファーを受け、10ANTSの舞台『コオロギからの手紙』出演をキッカケに、10ANTS制作作品に携わっていく。

## 特技
- ダンス
- パンシェルジュ検定3級
- 菓子検定3級

## 作品・出演

### 映画（出演）
- 『うさぎのおやこ』（2024年） 監督：上西雄大[1]
- 『宮古島物語ふたたヴィラ 再会ぬ海』（2024年公開予定） 監督：上西雄大[2]
- 『宮古島物語ふたたヴィラ』（2023年） 監督：上西雄大[3]
- 『ヌーのコインロッカーは使用禁止』」（2022年）　監督：上西雄大
- 『西成ゴローの四億円』（2021年） - 八神梅子 役 監督：上西雄大
  - 『西成ゴローの四億円 死闘篇』（2022年公開予定）
- 『ねばぎば 新世界』吉沢瞳役 監督：上西雄大（2021.7.10～）
- 『ひとくず』 北村凛役 監督：上西雄大
- 『コンフリクト2.3』 鷲尾君江役
- 『恋する』 稲森早苗役　監督：上西雄大
- 『万引き家族』 監督： 是枝裕和
- 『姉妹』 主演 三原真希役
- 『盆栽デカ』 菅野曜子役
- 『あんたのソナタ 』星野瞳役
- 『ある日…突然』 智子役

### テレビドラマ（出演）
- 孤独のグルメ Season7 特別編 （2018年12月31日、テレビ東京） - 梅乃井・店員 役 [4]
- 『1番だけが知っている』
- EX 『欠点だらけの刑事』
- NHKドラマ10 『女子的生活』 パッセジオ社員・面接官古川役
- TBS 『名奉行！遠山の金四郎』 女中役
- EX 『狩矢親子シリーズ19 京都・動物ツアー殺人事件 』日曜ワイド劇場山村美紗サスペンス 刑事役
- EX 『遺留捜査』 ショーモデル役
- KTV 『よ〜いドン！』 再現ドラマ主演
- KTV 『マルコポロリ！』 再現ドラマ主演
- NHK WORLD「Mapping Kyoto Streets』
- NHK 『ごちそうさん』　女学生役
- NHK 『純と愛』　パーティー客
- NHK 『カーネーション』　町娘役
- NHK 『てっぱん』 学生役

### CM
- 「近畿産業信用組合」
- 「外貨両替機」
- 「パナソニック×るるぶ京都」
- 「旅ナビweb動画」
- 「WEST GIGANTIC CITY LAND‘17　〜待合室編〜」
- 「マッサージチェアーFamilly」

### 演劇
- 『コオロギからの手紙』 倉凪 聡子役
- 『ヌーのコインロッカーは使用禁止』 那須叶(ヌー)役
- 『もぐらのむすめ』 大喜多 万裕子役
- 『板の上の三人と二人そして一人』 野島 真里菜役
- 『曼珠沙華』 望月 良子・山口 百恵役
- 『コオロギからの手紙』 倉凪 聡子役
- 『コオロギからの手紙 アナザーエンディング』 倉凪 聡子役

### 雑誌
- 「関西ウォーカー」
- 「るるぶ京都　るるぶ奈良」
- 「ポスパル　セシールカタログ」

### モデル
- 「グランフロント大阪　愉快リゾート」

## 受賞
- 第13回ロンドン国際映画祭(London IFF2021)外国語映画部門 - 最優秀主演女優賞 「ヌーのコインロッカーは使用禁止」(英題『Do Not Nu’s Coinlocker 5515』)
- 第7回マドリード国際映画祭(2019) - 助演女優賞W受賞 「ひとくず」[5]
- 第7回ニース国際映画祭(2019) - 助演女優賞 「ひとくず」